# Wolfgang Plath
Wolfgang Plath (27 décembre 1930, Riga – 19 mars 1995, Augsbourg) est un musicologue allemand spécialisé dans les études sur Wolfgang Amadeus Mozart.

## Biographie
Plath a étudié la musicologie avec Walter Gerstenberg, d'abord à l'Université libre de Berlin, puis à l'Université Eberhard Karl de Tübingen. Le sujet de sa thèse en 1958 était le Klavierbüchlein für Wilhelm Friedemann Bach.
En 1959, il est devenu assistant de Ernst Fritz Schmid (de) à Augsbourg. L'Internationale Stiftung Mozarteum l'a recruté, en même temps que Wolfgang Rehm, éditeur de la Neue Mozart-Ausgabe. Plath a gardé son poste jusqu'à sa mort. Il a été nommé professeur honoraire des universités d'Augsbourg et de Salzbourg.
En 1977, il a reçu la Décoration autrichienne pour la science et l'art (de), 1re Classe.